# Lachneophysis dohertyi
Lachneophysis dohertyi là một loài bọ cánh cứng trong họ Cerambycidae.